# William Burke
William Burke (1792-28 de enero de 1829) fue un famoso asesino irlandés que mató junto a William Hare a 16 personas cuyos cuerpos acabaron en la plancha de disección de la Escuela de Medicina de la Universidad de Edimburgo.

## Carrera criminal

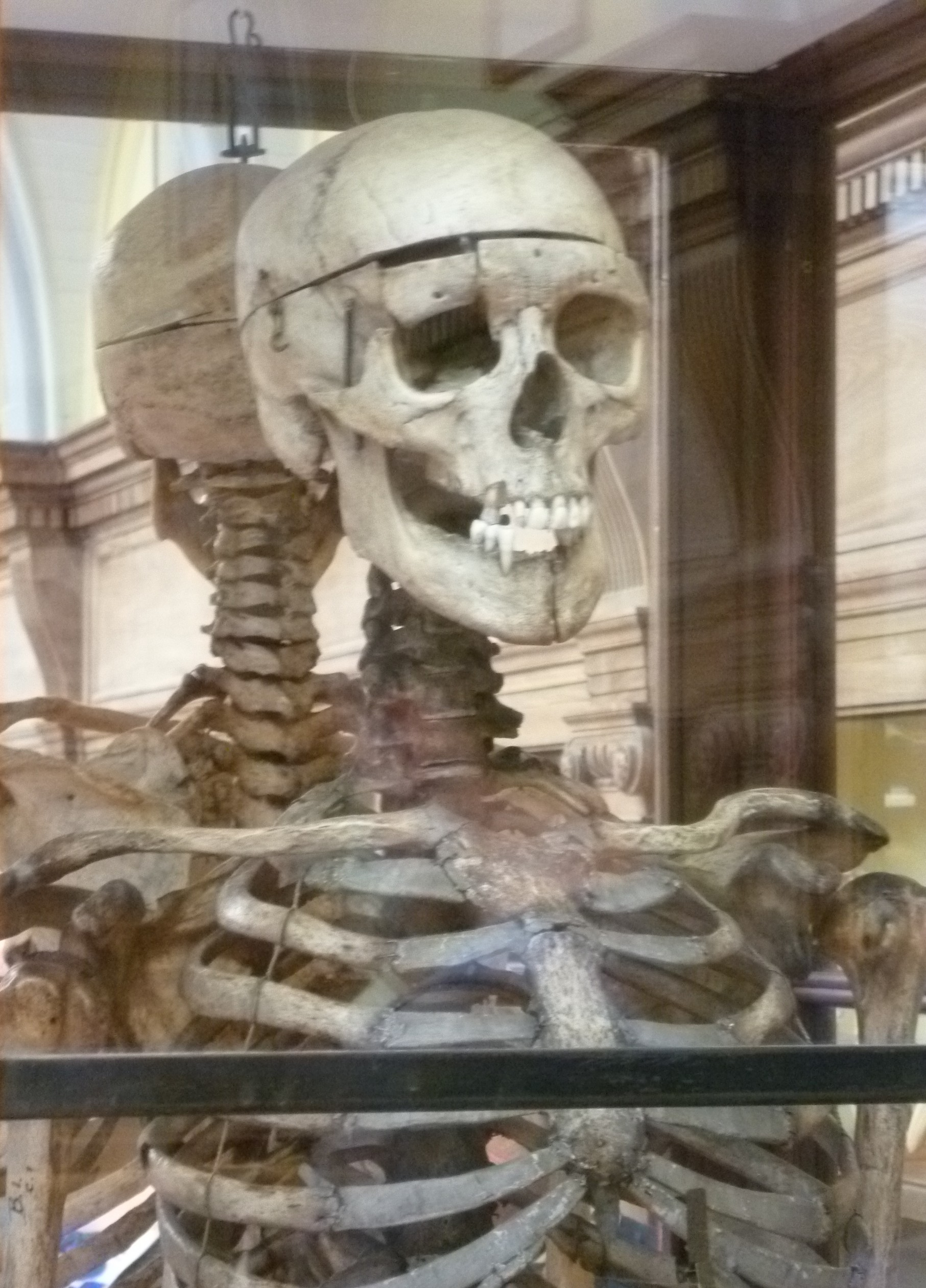
Esqueleto de William Burke.

Después de una disputa, Burke abandonó a su esposa y se marchó a Escocia, donde trabajó como obrero del Canal Unión (Union Canal). Se unió a una mujer llamada Helen Mc Dougal en Edimburgo en 1827. Allí conoció a William Hare, que regentaba una casa de mala nota.
Comenzó al morir uno de sus inquilinos: como los anatomistas necesitaban cadáveres, decidió venderlo al famoso anatomista Robert Knox, que tenía su estudio en la calle "Surgeons Square, 10". El robo de cuerpos y su posterior venta era algo frecuente en esa época. Knox le pagó 7 libras y 10 chelines. Burke y Hare decidieron continuar el negocio. Atraían a su casa a algún viandante y allí lo asfixiaban. Llevaban el cuerpo a Knox, que les pagaba de 8 a 14 libras por cada uno. Así asesinaron a 15 personas por lo menos sin levantar sospechas. Pero un soldado y su esposa, que se alojaban en la pensión de Hare, se dieron cuenta y los denunciaron.

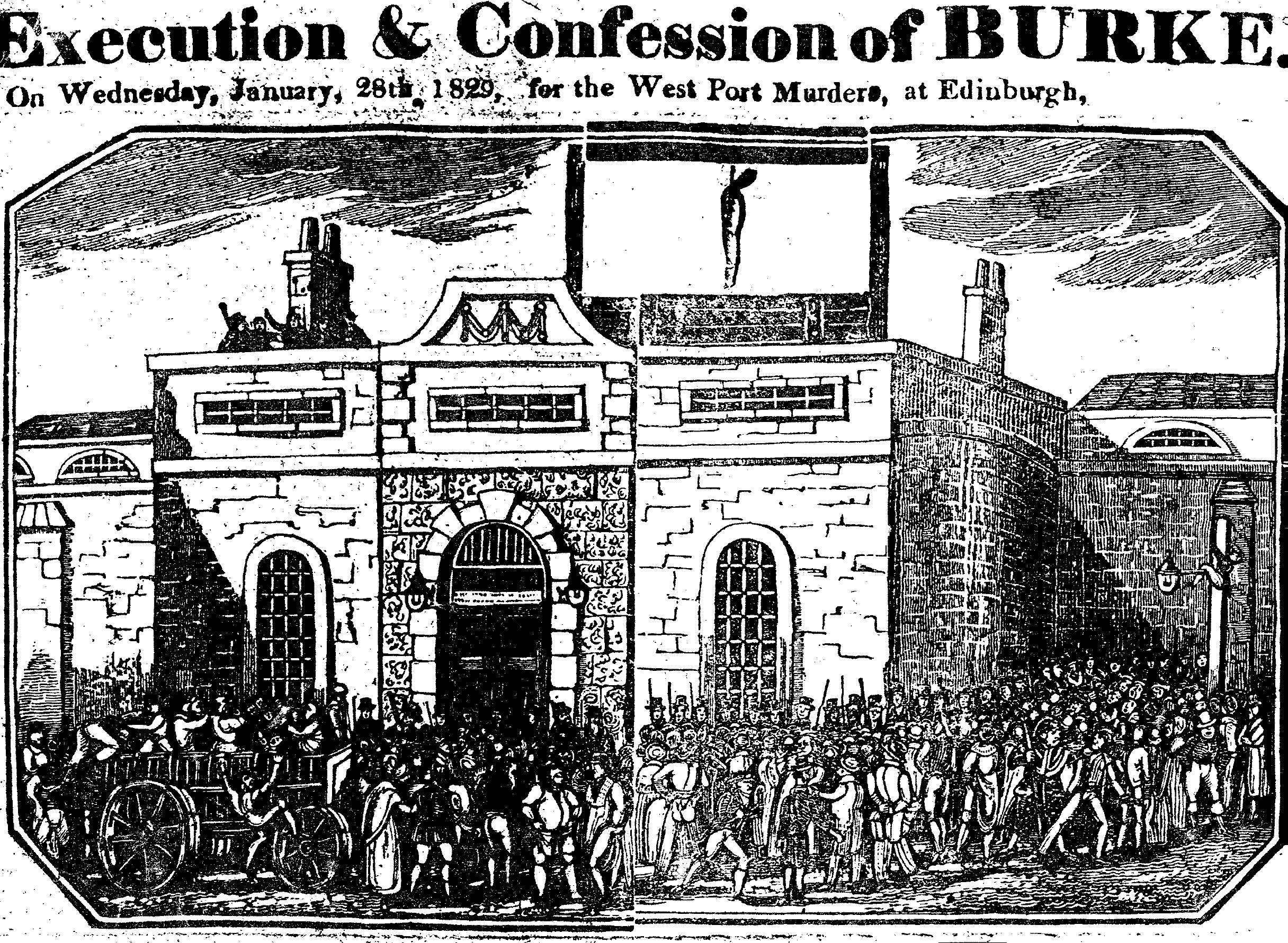
Ejecución de William Burke.

Detenidos, Burke confesó sus crímenes, y fue colgado el 28 de enero de 1829. Hare se libró de la horca y se marchó a Inglaterra. Helen Dougal se libró de ser linchada y se fue también a Inglaterra, donde vivió y murió con un nombre supuesto.
El cadáver de Burke fue diseccionado por el profesor de cirugía de Edimburgo ante un numeroso público. Más tarde, el cadáver fue esqueletizado, y aún se conserva el esqueleto en la universidad.
La casa del Dr. Knox fue atacada por una muchedumbre enfurecida y tuvo que huir de Edimburgo. Falleció en Hackney en 1862.

## Cultura popular
La historia de los crímenes de Burke y Hare fue inspiración para muchas recreaciones y adaptaciones; destacan las alusiones de Robert Louis Stevenson en su cuento Los profanadores de tumbas y la biografía ficticia que hace Marcel Schwob en su libro Vidas imaginarias (esta última, empotrando la historia de Burke & Hare con la de Scherezade y Dinarzade, de las mil y una noches).
La historia de Burke y Hare fue recreada en el primer capítulo de la segunda temporada de la serie Lore.